# Chromtau
Chromtau (kasachisch und russisch Хромтау) ist eine Monostadt im nordwestlichen Kasachstan die in den 1930er Jahren als Arbeitersiedlung eines Chromiterztagebaus gegründet wurde.

## Geografische Lage
Die Stadt liegt im Gebiet Aqtöbe unweit der Grenze zu Russland.

## Bevölkerung
Bei der Volkszählung 1999 hatte Chromtau 23.882 Einwohner. Die Volkszählung 2009 ergab für den Ort eine Einwohnerzahl von 24.089. Bei der letzten Volkszählung 2021 lebten 29.579 Menschen in Chromtau. Die Fortschreibung der Bevölkerungszahl ergab zum 1. Januar 2025 eine Einwohnerzahl von 30.596.
| Einwohnerentwicklung               | Einwohnerentwicklung | Einwohnerentwicklung | Einwohnerentwicklung | Einwohnerentwicklung | Einwohnerentwicklung | Einwohnerentwicklung |
| ---------------------------------- | -------------------- | -------------------- | -------------------- | -------------------- | -------------------- | -------------------- |
| 1959                               | 1970                 | 1979                 | 1989                 | 1999                 | 2009                 | 2021                 |
| 7.672                              | 12.025               | 17.917               | 24.438               | 23.882               | 24.089               | 29.579               |
| Anmerkung: Volkszählungsergebnisse |                      |                      |                      |                      |                      |                      |

## Geschichte
Der Ort wurde 1935 als Arbeitersiedlung des nahegelegenen Bergbaubetriebs gegründet. Chromtau bekam 1967 die Stadtrechte verliehen.

## Sport
In der Stadt ist der Fußballverein FK Gornjak Chromtau, der von 1992 bis 1995 an der Austragung der höchsten kasachischen Spielklasse (Oberste Liga) teilgenommen hatte, beheimatet.

## Wirtschaft
In der Umgebung der Stadt liegen mehrere Tagebaue, in denen Chromiterz gefördert wird. Mit etwa 7500 Arbeitern größter Arbeitgeber in der Stadt ist das 1938 gegründete Bergbau- und Verarbeitungswerk Donskoi, das zum  Unternehmen Kazchrome gehört. Die Lagerstätte erstreckt sich über eine Länge von 22 Kilometern und weist eine Breite von etwa sieben Kilometern auf. Gemessen an den hier vorhandenen Reserven ist Donskoi das zweitgrößte Chromitvorkommen weltweit. Das hier geförderte Erz wird zur Weiterverarbeitung hauptsächlich nach Aqsu und Aqtöbe transportiert.

## Verkehr
Durch die Stadt verläuft die Fernstraße M32.
Chromtau lag am Ende einer Abzweigung der Eisenbahnstrecke Orenburg-Taschkent (Trans-Aral-Eisenbahn). Am 18. Oktober 2003 wurde der Abschnitt Chromtau – Altynsarino im Gebiet Qostanai eröffnet. Dieser verbindet die nördlichen Regionen mit dem Westen des Landes.

## Söhne und Töchter der Stadt
- Jürgen Doberstein (* 1989), deutscher Profiboxer
- Alimuchammed Quttumuratuly (* 1983), Politiker